# Manastir Pitareti
Manastir Pitareti (gruz.ფიტარეთის მონასტერი) srednjovjekovni je pravoslavni samostan u Gruziji, otprilike 26 km jugozapadno od grada Tetrickara, Kvemo Kartli, jugozapadno od glavnog grada Tbilisija.
Samostan Pitareti sastoji se od crkve Theotokos, zvonika, porušenog zida i nekoliko manjih pomoćnih zgrada. Čini se da je glavna crkva sagrađena u doba Đure IV. početkom 13. stoljeća. Njegov je dizajn sukladan suvremenom kanonu gruzijske kupolaste crkve i dijeli niz zajedničkih obilježja - poput tipičnog križnog plana i jedinstvenog bočnog trijema - sa samostanima Betanija, Kvatahevi i Timotesubani. Fasade su ukrašene, naglašavajući niše i kapake. Cijeli je interijer nekoć bio freskopisan, ali preživjeli su samo znatno oštećeni fragmenti tih freski.
Samostan je bio posjed i groblje plemićke obitelji Kačibadze-Baratašvili i od 1536. njihovih potomaka - prinčeva Orbelišvilija. Natpis iz 14. stoljeća spominje ktitora (osnivača) - kraljevskog komornika Kavtara Kačibadzea. Drugi natpis s grobnog kamena bilježi ime Kaplana Orbelišvilija koji je preuredio samostan 1671. godine. Samostan u Pitaretiju napredovao je do 1752. godine kada je bio prisiljen zatvoriti zbog pljačkaškog napada iz Dagestana.